# Aeroporto di Murcia-San Javier
L'Aeroporto di Murcia-San Javier (in spagnolo Aeropuerto de Murcia-San Javier) (IATA: MJV, ICAO: LELC) è situato a 48 km di distanza da Murcia, nei pressi del comune di Santiago de la Ribera. L'aeroporto, adibito al trasporto civile nel 1995, è stato sottoposto a lavori di ampliamento nel periodo 2004-2006
Nel 2009, ha registrato un traffico passeggeri complessivo di 1.630.521 passeggeri e un carico/scarico merci per 8.578 tonnellate.
A partire dal 15 gennaio 2019 l'aeroporto di Murcia-San Javier ha terminato il servizio per il traffico civile essendo stato sostituito dal nuovo Aeroporto Internazionale della Regione di Murcia.